# Affi
Affi és un comune (municipi) de la província de Verona, a la regió italiana del Vèneto, situat a uns 120 quilòmetres a l'oest de Venècia i a uns 20 quilòmetres al nord-oest de Verona.
A 1 de gener de 2020 la seva població era de 2.366 habitants.
Affi limita amb els següents municipis: Bardolino, Cavaion Veronese, Costermano i Rivoli Veronese.